# Couturières d'ILC Dover

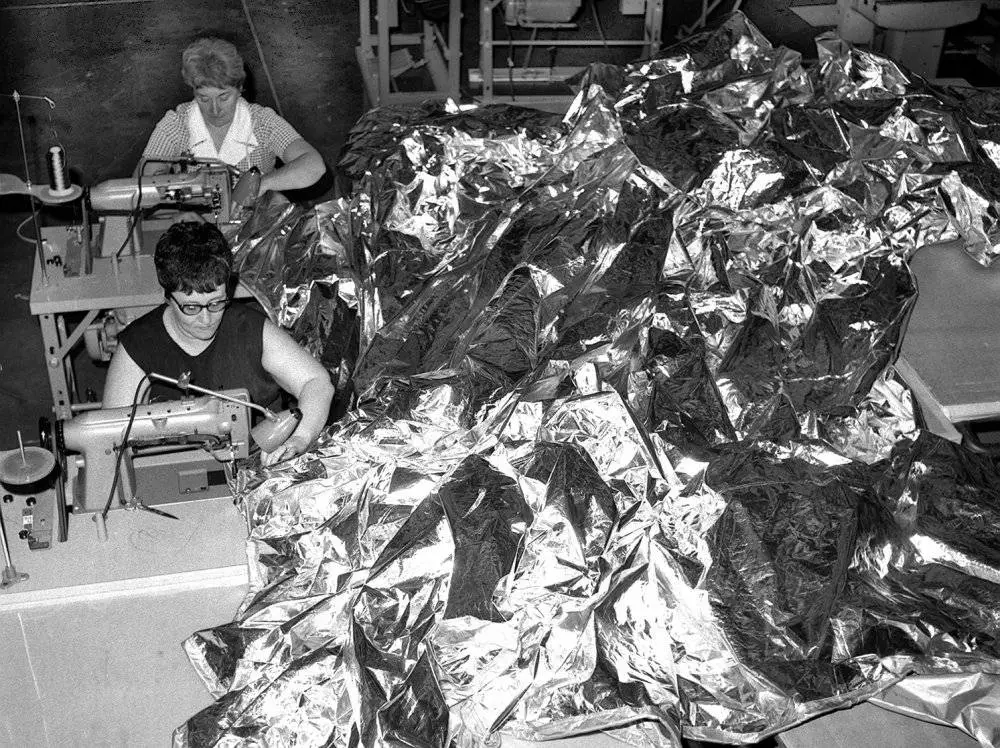
Delores Zeroles (devant) et Ceal Webb d'ILC Dover assemblent le pare-soleil de la station Skylab.

Les couturières d'ILC Dover étaient un groupe de femmes qui travaillaient pour International Latex Corporation (aujourd'hui ILC Dover (en)). Les couturières ont joué un rôle clé dans la confection des combinaisons spatiales A7L du programme Apollo. Employées comme ouvrières qualifiées du vêtement, ces femmes étaient responsables de la couture ainsi que de l'exécution des processus complexes de découpe, de collage, et de moulage qui ont servi à la confection de ces combinaison spatiales.
Certaines des femmes avaient été recrutées dans la division Playtex d'ILC, tandis que d'autres provenaient de fabricants de vêtements et de bagages à proximité. Beaucoup avaient appris le métier de la couture auprès de leur mère ou dans des cours d'arts ménagers au lycée. Cependant, pour réussir à ILC, les femmes devaient être prêtes à apprendre de nouvelles techniques de couture, à effectuer leurs tâches à un rythme lent, à travailler avec de nouveaux textiles et à respecter des normes rigoureuses,. En effet, les combinaisons spatiales fonctionnant comme des engins spatiaux individuels et personnalisés conçus pour maintenir un humain en vie dans l'environnement de l'espace ou à la surface de la Lune, la chaîne de production d'ILC suivait les directives d'ingénierie imposées par la NASA, qui étaient nettement plus strictes que les processus de fabrication de vêtements typiques. La tolérance pour la variation des points était inférieure à 1/64 de pouce (0,396875 mm) à partir de la couture.

## Femmes connues pour avoir travaillé sur les combinaisons spatiales du programme Apollo
- Iona Allen (en)[4],[5],[6],[7],[8]
- Delema Austin[9],[4]
- Julia Avery[10]
- Doris Boisey[4]
- Velma (or Thelma) Breeding[11],[12]
- Julia Brown[4]
- Francine (Fran) Burris[13]
- Jane Butchin[14]
- Ethel Collins[9]
- Delema Comegys[14],[4]
- Henrietta Crawford[15]
- Lillie Elliott[16]
- Ruth Embert[17]
- Evelyn Everett[9]
- Hazel Fellows[4]
- Eleanor Foraker (en)[18],[19],[5],[8]
- Madeline Ivory[20],[5]
- Evelyn Kibler[12]
- Beverly Killen[9]
- Anna Lee Minner[16]
- Roberta Pilkenton[3],[5],[21],[22]
- Ruth Anna Ratledge[16]
- Sue Roberts[23]
- Gail Smith[6],[24]
- Arlene Thalen[11]
- Joanne Thompson[4],[16],[25],[26],[27]
- Mary Todd[14]
- Michelle Trice[4]
- Ceil Webb[5]
- Jeanne Wilson[4],[25],[26]
- Clyde Wosylkowski[5],[20]
- Delores Zeroles[4]